# The House on the Borderland
The House on the Borderland, is een horror-fantasyroman geschreven door William Hope Hodgson uit 1908. Het boek diende als inspiratie voor schrijvers zoals H.P. Lovecraft en Terry Pratchett.

## Samenvatting
Twee mannen op een twee weken durende visvakantie in afgelegen westelijk Ierland ontdekken een vreemde afgrond. Boven deze put vinden ze ruïnes op een rotsachtige uitloper, waarin ze een dagboek ontdekken en lezen. De auteur van het dagboek beschrijft vreemde ervaringen met een oud, kwaadaardig huis, een mysterieuze arena, en zijn uiteindelijke confrontatie met een kwaadaardig zwijnachtig wezen, terwijl de mannen later ontdekken dat het huis uiteindelijk verdwenen is en vervangen werd door een afgrond.